# Mitch McConnell
Mitch McConnell, właśc. Addison Mitchell „Mitch” McConnell, Jr. (ur. 20 lutego 1942) – amerykański polityk, senator ze stanu Kentucky (wybrany w 1984 i ponownie w 1990, 1996, 2002, 2008, 2014 i 2020), członek Partii Republikańskiej. W latach 2007–2015 i ponownie od 2021 roku lider mniejszości Senatu Stanów Zjednoczonych, od 2015 roku do 2021 roku pełnił funkcję lidera większości tej izby. W lutym 2024 r. ogłosił, że po odbywających się w tym roku wyborach do Kongresu, przestanie pełnić funkcję przewodniczącego Partii Republikańskiej w Senacie. Jest najdłuższej pełniącym funkcję lidera jednej z dwóch głównych partii politykiem w historii amerykańskiego Senatu (był przewodniczącym Partii Republikańskiej w Senacie przez 18 lat). 
Jest praktykującym baptystą. Jego żoną jest pochodząca z Tajwanu Elaine Chao - Sekretarz Pracy w administracji George'a W. Busha oraz Sekretarz Transportu w administracji Donalda Trumpa.

## Odznaczenia
- Order „Za zasługi” I klasy (Ukraina, 2024)[4]